# Konstantin von Tischendorf

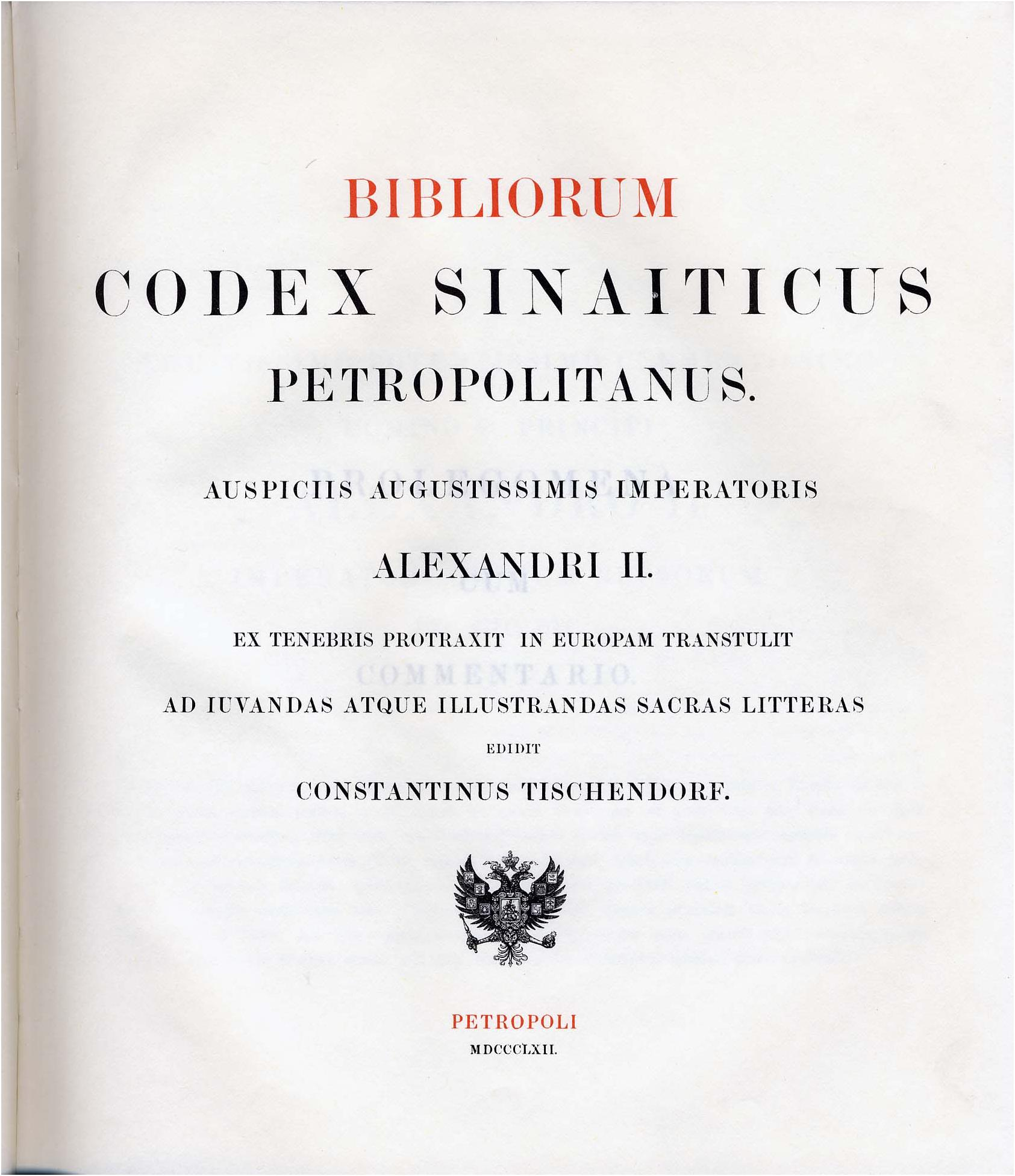
Portada del Codex Sinaiticus

Konstantin von Tischendorf, nascut a Saxònia l'any 1815, era fill d'un metge forense. En el 1834, amb 18 anys, comença a estudiar teologia i filosofia, i es doctora en l'especialitat de crític textual l'any 1838.
Des dels inicis del seu doctorat li preocupava l'alta critica, que posava en dubte l'autenticitat del text bíblic. Tischendorf, com a investigador de les Escriptures, havia de rebatre aquestes idees envers la Bíblia.
L'única forma de demostrar-ho fou l'estudi d'escrits, llibres, còdexs..., de les Escriptures.
Per tant, pren la determinació d'abandonar la seva vida còmoda de professor, i es llança a la recerca per les biblioteques, monestirs, de dins i fora d'Europa.
El 1844, arribà al monestir de Santa Caterina a la península del Sinaí, on trobà 129 fulls d'un còdex, escrit en grec, pertanyent a les Escriptures Hebrees o Antic Testament del segle iv. Es coneixeria posteriorment com a còdex Sinaiticus; els monjos del monestir li van donar 43 fulls del preuat manuscrit.
El 1853, torna altra volta al monestir, i aquesta vegada descobreix un fragment del llibre de Gènesi del mateix còdex.
Aquell mateix any, se li acaben els recursos i es veu en la necessitat d'aconseguir el patrocini d'algú adinerat que cregui en les seves investigacions; abandona el seu país natal, fixant-se en Rússia i en la persona del tsar.
Rússia havia entrat en una era de canvis i reformes; l'èmfasi en l'educació era primordial, l'emperadriu Caterina II n'era la promotora, havia enviat erudits perquè aprenguessin hebreu a les universitats europees; a més, fundà la Biblioteca Imperial de Sant Petersburg, però tenia una deficiència, sols tenia sis manuscrits hebreus, els erudits començaven a traduir de l'hebreu al rus les Escriptures.
El tsar Alexandre II de Rússia s'adonà de com eren de positives les demandes de Tischendorf per als seus propòsits.
El 1859, per tercera vegada visita el monestir; aquesta vegada, els monjos li donen més facilitats per les seves investigacions, i troba la resta del còdex.
Les pretensions de Tischendorf eren publicar el còdex; per tant, proposà als monjos que lliuressin el còdex al tsar; aquest, a canvi, podria utilitzar les seves influències a favor del monestir.
Els monjos acceptaren, però, van deixar ben clar que el còdex hauria de retornar al monestir; al final no es va tornar, el govern rus pagà 7.000 rubles pel manuscrit als monjos ortodoxos.
Una vegada a Rússia, Tischendorf es dirigí al palau Imperial d'Hivern del tsar; allà li comentà que seria molt profitosa la publicació del manuscrit, i el tsar acceptà.
Tischendorf, eufòric, escriuria:
| « | "La providència ha donat a la nostra generació […] La Bíblia sinaítica perquè sigui una llum clara i completa quant al veritable text de la paraula escrita de Déu i per ajudar-nos a defensar la veritat establint el seu autèntic contingut". | » |

Tischendorf dedicà la seva vida i el seu talent a buscar manuscrits antics de la Bíblia, i particularment descobrí el Codex Sinaiticus, una autèntica 'joia'.
Moriria el 1874, després de tota una vida dedicada a la investigació bíblica.